# Zębiełek czarniawy
Zębiełek czarniawy (Crocidura nigricans) – gatunek ssaka z rodziny ryjówkowatych (Soricidae).

## Występowanie
Endemiczny gatunek ssaka występujący w zachodniej części Angoli.

## Charakterystyka

### Morfologia
Osiąga niewielkie rozmiary, jego ciało mierzy od 62 do 89 mm. Ma także ogon długości około 5 mm. Ma grzbiet w odcieniach czerni i niebieskiego lub szary. Sierść na brzuchu jest zwykle jaśniejsza. Ogon jest owłosiony, ma ciemną barwę.